# Jacques Sernas
Jacques Sernas, né Jokūbas Bernardas Šernas le 30 juillet 1925 à Kaunas (République de Lituanie) et mort à Rome (Italie) le 3 juillet 2015, est un acteur français qui accomplit l'essentiel de sa carrière dans le cinéma italien. Acteur éclectique, il a tenu une centaine de rôles dans des films, des séries et des téléfilms. Il est notamment connu pour ses prestations dans les genres populaires des années 1950-60, tels que les films de cape et d'épée et les péplums.

## Biographie
Jokūbas Bernardas Šernas naît le 30 juillet 1925 à Kaunas, alors la capitale de la République de Lituanie. Son père, qui porte le même nom que lui, Jokūbas Šernas, a été ministre du gouvernement lituanien et l'un des signataires de la déclaration d'indépendance de la République de Lituanie en 1918. Sa mère, russe, est née à Saint-Pétersbourg. Après la mort de son père en 1926, sa mère s'installe à Paris avec son fils. Jokūbas se fait appeler Jacques et reçoit une éducation française,,,.
Pendant l'occupation allemande, encore lycéen, il devient résistant. Participant au mouvement clandestin, il apporte son concours à l'explosion d'une charge dans les locaux du Parti populaire français à Vichy. En conséquence, il est capturé, mais il échappe d'abord à son arrestation. Il tente de rejoindre l'Espagne mais il se fait à nouveau capturer et emprisonner à Fort Barraux. Il tente de s'en échapper, en empruntant un tunnel souterrain, mais il échoue. De juillet 1944 à avril 1945, il est prisonnier du camp de concentration nazi de Buchenwald.
Après sa libération du camp de concentration, il retourne à Paris. Il travaille pendant quelques semaines comme correspondant spécial de Combat, pour couvrir le procès de Nuremberg. Il a exercé divers emplois temporaires : porteur, serveur, entraîneur de ski et boxeur. En 1946, il apprend qu'on a besoin d'un boxeur pour le tournage d'un film, dans lequel Jean Gabin doit jouer le rôle principal. Jacques se rend aux auditions du film, et il est sélectionné pour un rôle de figurant. C'est ainsi qu'il décroche son premier rôle dans le film Miroir (1946) de Raymond Lamy. Un an plus tard, il joue le rôle d'un autre boxeur dans le film L'Idole (1948), face à Yves Montand, alors à ses débuts,.
Jacques, jeune, blond, athlétique et élégant, est exactement le genre de héros dont l'Europe déchirée par la guerre a besoin. Il passe de la société de production française Lux à son équivalente italienne, recruté sur photos pour le film Jeunesse perdue (1948) du réalisateur italien Pietro Germi. Le film connaît un succès retentissant et vaut au jeune acteur le Ruban d'argent du meilleur acteur étranger,. Après cela, les offres n'ont pas manqué. Jacques n'a cessé de jouer dans des films de tous genres — des épopées mythologiques aux polars, des mélodrames aux westerns — en italien, français et anglais. Il s'est également distingué dans des films de cape et d'épée tels Les Mousquetaires de la mer (1950) ou Le Faucon rouge (1949). Bien que nombre de ses films ne soient pas des chefs-d'œuvre, Jacques Sernas est l'idole des jeunes de son époque, des filles surtout, et la presse italienne des années 50 le surnomme « le plus bel homme du monde ».
Il épouse en 1955 la journaliste italienne Maria Stella Signorini, leur fille Francesca naît en 1956.
En 1955, le réalisateur américain Robert Wise tourne à Cinecittà le péplum Hélène de Troie (1956), et offre le rôle de Pâris à Jacques Sernas ; avec pour partenaires la vedette Rossana Podestà et l'actrice en herbe Brigitte Bardot. Le film est un succès ; la prestation de Sernas et son excellent anglais plaisent aux producteurs d'Hollywood, aussi la société Warner Brothers lui signe un contrat pour tourner en Amérique. Son séjour à l'étranger ne sera qu'un bref épisode de la carrière cinématographique de Jacques (américanisé en « Jack » pour l'occasion) : il n'y joue qu'un seul film, L'Enfer de Diên Biên Phu (1955) sur la guerre d'Indochine, suivi de quelques séries télévisées, puis retourne en Europe.
En Italie, Sernas joue dans des films mineurs jusqu'à ce que Federico Fellini lui donne, en 1960, le petit mais notable rôle dans La dolce vita d'un playboy ou « divo ». Il s'agit d'un personnage qui, d'une certaine manière, ressemblait à Sernas lui-même. La scène de vacances décadente mettant en scène le personnage de Sernas a constitué un jalon important dans l'histoire du cinéma.
Dans les années 1960 il joue le colonel Bibinski dans le film épique de Nicholas Ray, Les 55 Jours de Pékin (1963), sur le siège du Quartier des légations à Pékin pendant la révolte des Boxers en 1900,.
En 1962 il revient au film de guerre dans Le Jour le plus court  avec Jean-Paul Belmondo et Annie Girardot, et au western spaghetti dans Trois Cavaliers pour Fort Yuma en 1966 avec Giuliano Gemma et Sophie Daumier. Il produit le policier parodique (Barbouze chérie en 1966 avec Mireille Darc) et s'essaie à l'écriture pour Le Fils de Spartacus, l'un des meilleurs péplums.
Puis la carrière de Sernas décline : dans les années 1970, on ne lui propose plus que de petits rôles, généralement dans des films de seconde zone,. 
Dans les années 1980, Sernas n'apparaît qu'occasionnellement dans des films et joue pour quelques feuilletons télévisés. Il anime également une émission en français à la télévision italienne.
Jacques Sernas meurt à Rome le 3 juillet 2015, un peu moins d'un mois avant son 90e anniversaire.

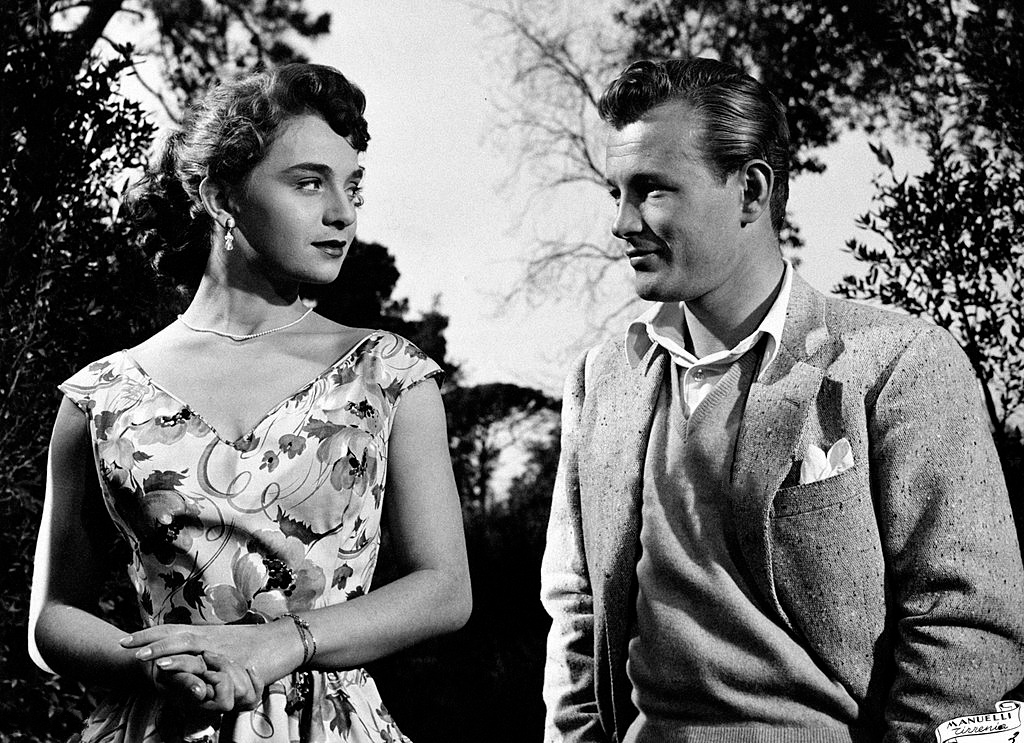
Avec Brunella Bovo dans Le Drame d'une vie, en 1953.
Avec Alba Arnova et Maurice Chevalier dans Un siècle d'amour, en 1954.
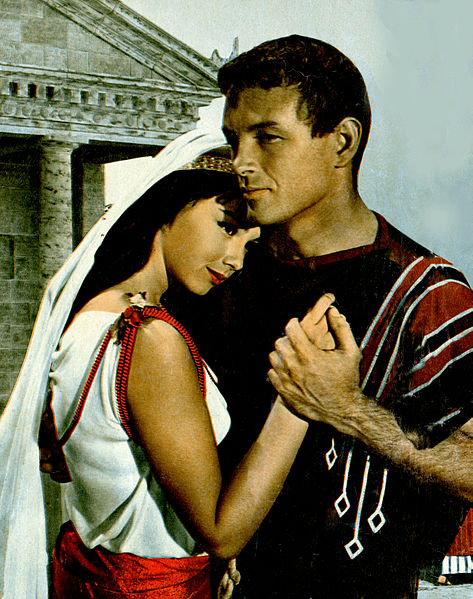
Avec Lorella De Luca dans Sous le signe de Rome, en 1959.
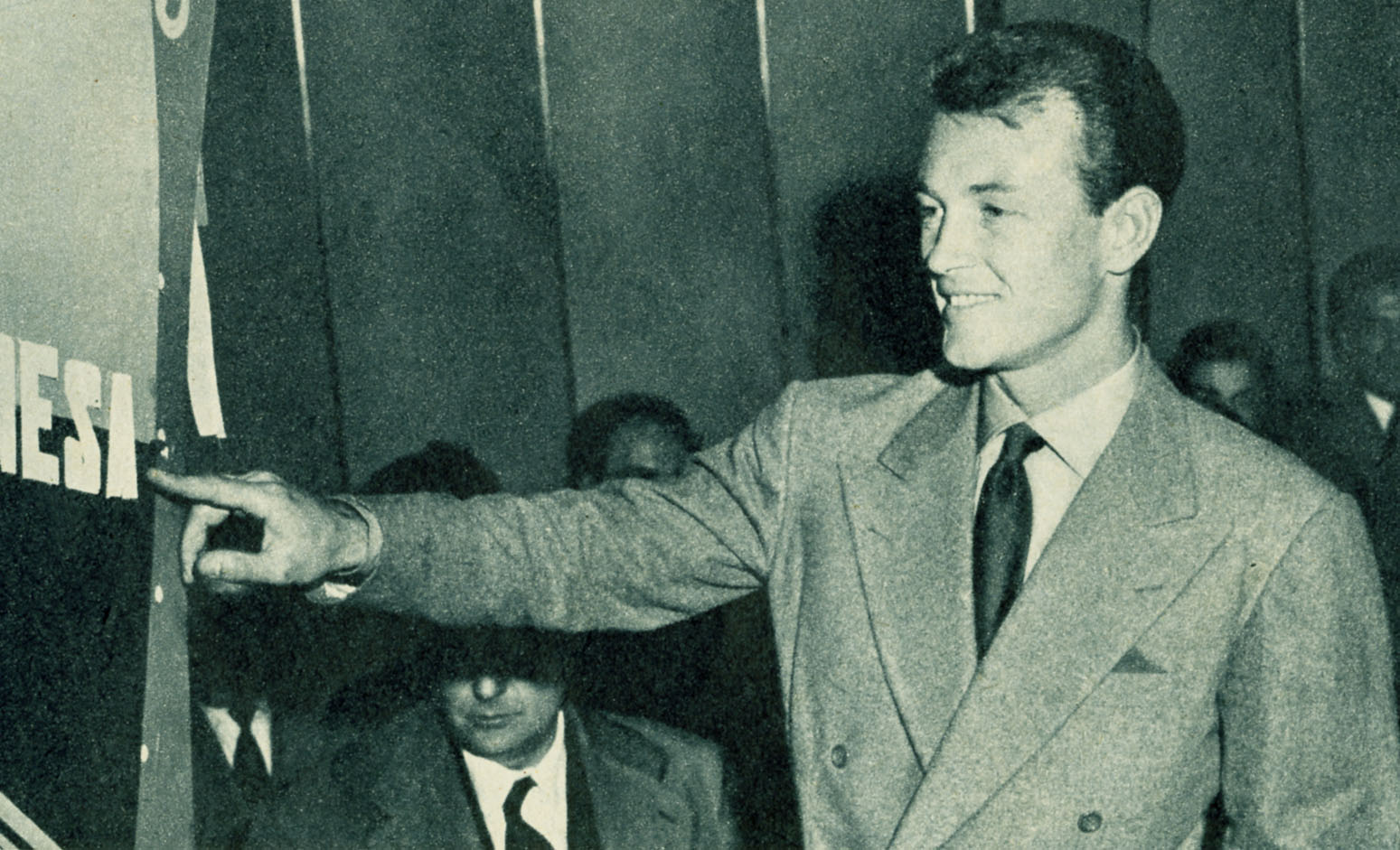
En 1955, dans le magazine Radiocorriere.
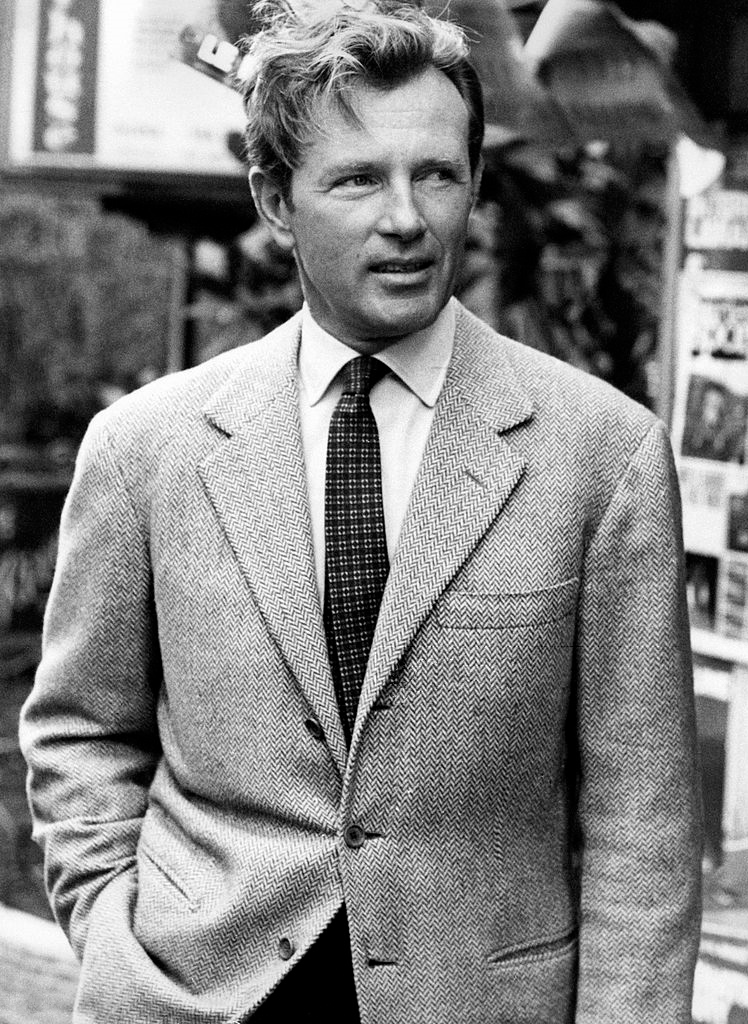
En Italie en 1971.
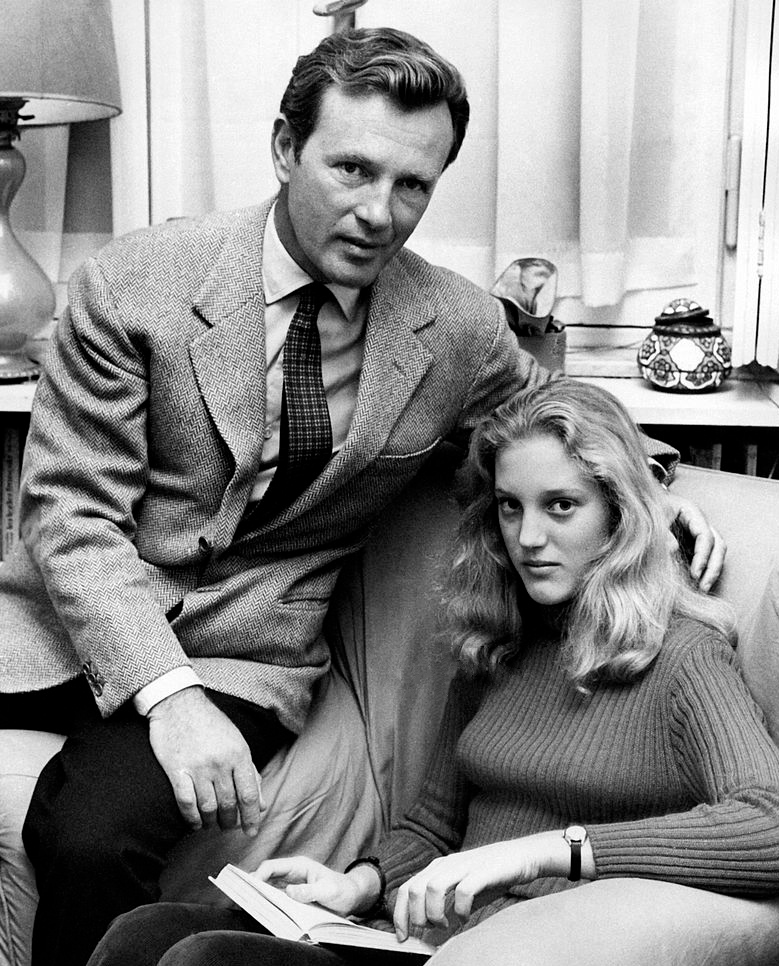
Avec sa fille Francesca (15 ans) à Rome en 1971.

## Filmographie

### Acteur de cinéma
- 1946 : Miroir de Raymond Lamy
- 1947 : La Révoltée de Marcel L'Herbier
- 1947 : L'Idole d'Alexander Esway
- 1948 : Jeunesse perdue (Gioventù perduta) de Pietro Germi
- 1948 : Cocaïne (Una lettera all'alba) de Giorgio Bianchi
- 1948 : Le Moulin du Pô (Il mulino del Po) d'Alberto Lattuada
- 1949 : Jean de la Lune de Marcel Achard
- 1949 : Le Loup de la Sila (Il lupo della Sila) de Duilio Coletti
- 1949 : Le ciel est rouge (Il cielo è rosso) de Claudio Gora
- 1949 : Le Faucon rouge (Il falco rosso) de Carlo Ludovico Bragaglia
- 1950 : La Salamandre d'or (Golden Salamander) de Ronald Neame
- 1950 : Pacte avec le Diable (Patto col diavolo) de Luigi Chiarini
- 1950 : Les Mousquetaires de la mer (Cuori sul mare) de Giorgio Bianchi
- 1951 : Barbe-Bleue de Christian-Jaque
- 1951 : Clandestino a Trieste (it) de Guido Salvini
- 1951 : Son dernier verdict (L'ultima sentenza) de Mario Bonnard
- 1952 : Les Chemises rouges (Camicie rosse) de Goffredo Alessandrini et Francesco Rosi
- 1952 : Les enfants ne sont pas à vendre (I figli non si vendono) de Mario Bonnard
- 1952 : Les Anges du faubourg (Gli angeli del quartiere) de Carlo Borghesio
- 1952 : Des gosses de riches (Fanciulle di lusso) de Bernard Vorhaus
- 1953 : Lulù de Fernando Cerchio
- 1953 : Le Drame d'une vie (Dieci canzoni d'amore da salvare) de Flavio Calzavara
- 1953 : Marquée par le destin (Ti ho sempre amato) de Mario Costa
- 1953 : L'Envers du Paradis d'Edmond T. Gréville
- 1953 : Une fille nommée Madeleine (Maddalena) d'Augusto Genina
- 1953 : Un siècle d'amour (Cento anni d'amore) de Lionello De Felice
- 1953 : Sua Altezza ha detto: no! de Maria Basaglia
- 1954 : Terre étrangère (Terra straniera) de Sergio Corbucci
- 1954 : Les Amants du péché (Amarti è il mio peccato) de Sergio Grieco
- 1954 : Il grande addio (it) de Renato Polselli
- 1954 : La Barrière de la loi (it) (La barriera della legge) de Piero Costa
- 1955 : L'Enfer de Diên Biên Phu (Jump Into Hell) de David Butler
- 1956 : Hélène de Troie (Helen of Troy) de Robert Wise
- 1956 : Altair (it) de Leonardo De Mitri
- 1957 : C'est la faute d'Adam de Jacqueline Audry
- 1957 : Aphrodite, déesse de l'amour (La venere di Cheronea) de Fernando Cerchio et Victor Tourjanski
- 1958 : Les Noces vénitiennes (La prima notte ) d'Alberto Cavalcanti
- 1958 : Sous le signe de Rome (Nel segno di Roma) de Guido Brignone
- 1958 : La parole est à l'épée (Pia de' Tolomei) de Sergio Grieco
- 1959 : Les Nuits de Lucrèce Borgia (Le notti di Lucrezia Borgia) de Sergio Grieco
- 1959 : Salammbô de Sergio Grieco
- 1959 : Un seul survivra (Vite perdute) de Roberto Mauri et Adelchi Bianchi
- 1959 : Il mondo dei miracoli de Luigi Capuano
- 1960 : La dolce vita de Federico Fellini
- 1960 : Culpables (ca) d'Arturo Ruiz Castillo (es)
- 1960 : L'Inassouvie (Un amore a Roma) de Dino Risi
- 1960 : La Reine des barbares (La regina dei Tartari) de Sergio Grieco
- 1961 : Parlez-moi d'amour (Che femmina!! E... che dollari!) de Giorgio Simonelli
- 1961 : Les Horaces et les Curiaces (Orazi e Curiazi) de  Ferdinando Baldi et Terence Young
- 1961 : Romulus et Rémus (Romolo e Remo) de Sergio Leone et Sergio Corbucci
- 1961 : La Bataille de Corinthe (Il conquistatore di Corinto) de Mario Costa
- 1961 : Maciste contre le fantôme (Maciste contro il vampiro) de Giacomo Gentilomo et Sergio Corbucci
- 1962 : Le Fils de Spartacus (Il figlio di Spartacus) de Sergio Corbucci
- 1963 : Le Jour le plus court (Il giorno più corto) de Sergio Corbucci
- 1963 : Les 55 Jours de Pékin (55 Days at Peking) de Nicholas Ray
- 1964 : Dernier avion pour Baalbeck (it) (F.B.I. operazione Baalbeck) de Marcello Giannini (it) et Hugo Fregonese
- 1965 : Guerre secrète de Christian-Jaque (pour la partie française)
- 1966 : Barbouze chérie (Zarabanda bing bing) de José María Forqué
- 1967 : Trois Cavaliers pour Fort Yuma (Per pochi dollari ancora) de Giorgio Ferroni
- 1968 : American Secret Service, film de montage d'Enzo Di Gianni
- 1969 : Lingots à gogo (Midas Run) d'Alf Kjellin
- 1970 : L'Assaut des jeunes loups (Hornets' Nest) de Phil Karlson
- 1973 : Super Fly T.N.T. (en) de Ron O'Neal
- 1974 : E cominciò il viaggio nella vertigine de Toni De Gregorio (it)
- 1975 : Les Enfants de la rage (en) (Children of Rage) d'Arthur Allan Seidelman
- 1978 : Le Dernier Souffle (L'ultimo sapore dell'aria) de Ruggero Deodato
- 1981 : La Peau (La pelle) de Liliana Cavani
- 1984 : L'Addition de Denis Amar
- 1990 : L'Avare (L'avaro) de Tonino Cervi
- 1990 : L'africana de Margarethe von Trotta
- 1991 : Caldo soffocante de Giovanna Gagliardo
- 1998 : Coppia omicida de Claudio Fragasso

### Acteur de télévision
- 1988 : L'Homme qui ne voulait pas mourir (L'uomo che non voleva morire) de Lamberto Bava : Miras
- 1988 : Luna di sangue (it) d'Enzo Milioni (it)
- 1989 : Appuntamento a Trieste (it), téléfilm de Bruno Mattei
- 2002 : Jean XXIII, le pape du peuple (Papa Giovanni - Ioannes XXIII) de Giorgio Capitani

## Théâtre
- 1948 : Du côté de chez Proust de Curzio Malaparte, Théâtre de la Michodière.